# Eugène Pépin
Pour les articles homonymes, voir Pépin.
Eugène Pépin, né le 27 juin 1887 à Chinon et mort le 27 avril 1988 à Paris, est un juriste et historien français.

## Biographie
Élève de l'École des hautes études commerciales de Paris et de la Faculté de droit de Paris, il obtient son doctorat en droit.
Il est l'un des experts participant à la création du Bureau juridique de l'Organisation de l'aviation civile internationale. Il préside l'Institut international du droit spatial et est professeur à l'Institut d'études des relations internationales de Paris (1961-1982).
Il se consacre aux travaux historiques et préside la Société archéologique de Touraine de 1970 à 1976.

## Publications
- Les Haulte et basse forests de Chinon, des origines au XVIe siècle, étude de législation et d'histoire forestières (1911)
- La Question des étrangers en Angleterre ; l'"Aliens Act" de 1905, causes et résultats (1913)
- Champigny-sur-Veude et Richelieu (1928)
- Histoire de la Touraine (1935, 1991, 2011)

- Prix Montyon 1936 de l'Académie française
- Le Panaméricanisme (1938)
- Gisors et la vallée de l'Epte (1939)
- Géographie de la circulation aérienne (1956)
- Legal problems created by the sputnik (1957)
- The Legal status of the airspace in the light of progress in aviation and astronautics (1957)
- Development of the national legislation on aviation since the Chicago convention (1957)
- L'Enseignement du droit aérien dans le monde (1958)
- Space penetration (1958)
- Bibliographie du droit aérien et questions connexes pour l'année (1959)
- Le Droit de l'espace (1962)
- Chinon (1963)
- La Loire au fil de ses châteaux (1970)
- Les Problèmes juridiques de l'espace

### Sources
- « Notice biographique », dans Recueil des cours 1947, 1968.
- Certaines archives d'Eugène Pépin relatives à ses fonctions sont conservées aux Archives diplomatiques dans la sous-série 139PAAP.